# Lincoln Continental SS-100-X

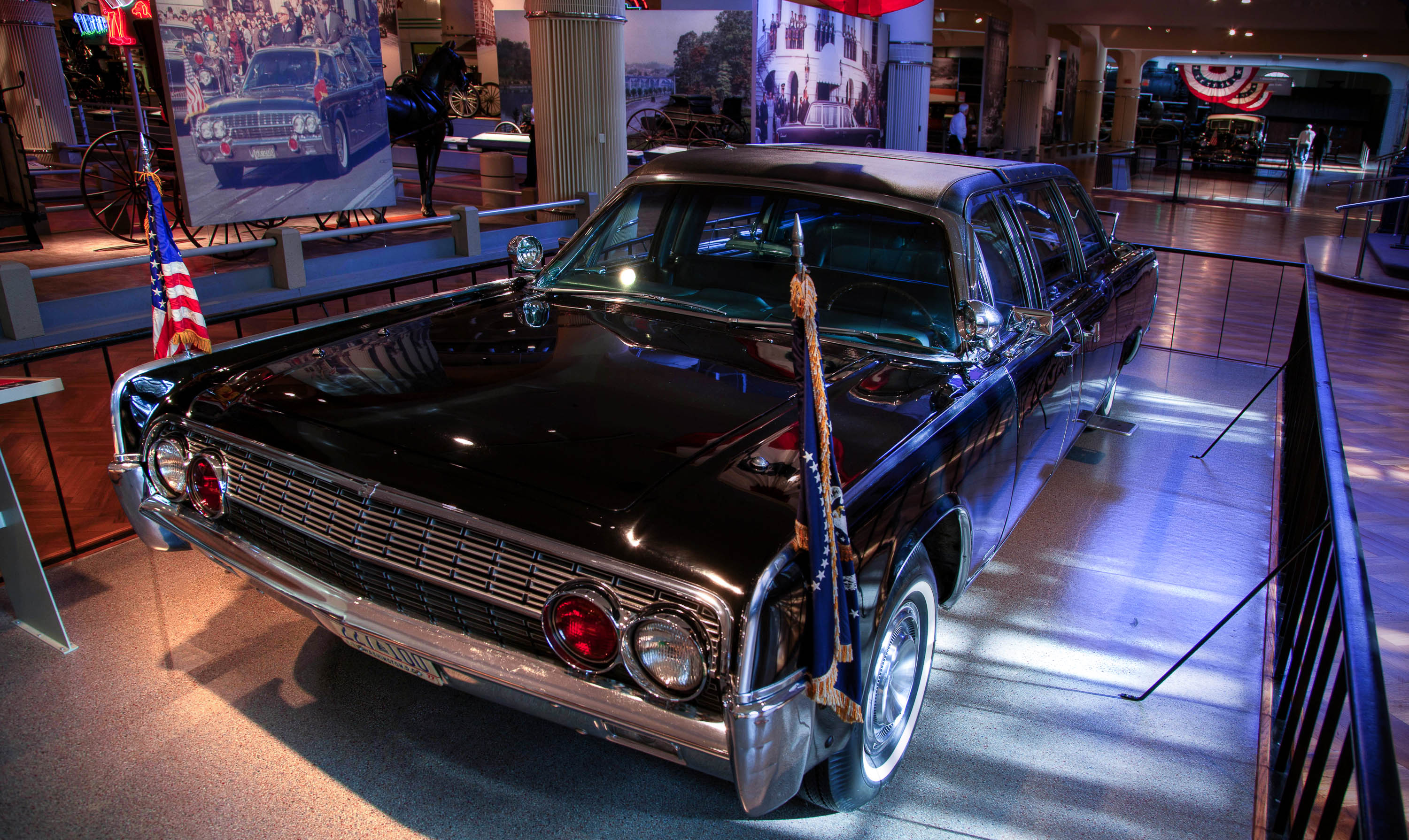
De Lincoln Continental SS-100-X waarmee President Kennedy in Dallas werd rondgereden.

De Lincoln Continental SS-100-X was een speciale editie van de Lincoln Continental geproduceerd door Ford Motor Company binnen het gamma van het merk Lincoln. De aanduiding SS-100-X komt van de Amerikaanse geheime diensten. 
Toen J.F Kennedy in deze auto op 22 november 1963 in Dallas, Texas reed, werd hij vermoord.
Door deze gebeurtenis wordt deze auto (Lincoln Continental SS-110-X) ook wel de 'Vervloekte Limousine'genoemd. 
De Lincoln Continental SS-100-X had een lengte van 6.47 m, een breedte van 2 m, een hoogte van 1.48 m en wielbasis van 3,96 m.
Het gewicht van de auto zelf was tegen de 3.540 kg (ongeveer 7805 lb).
De auto heeft ook de zogenoemde 'zelfmoord portieren' omdat de klinken van de deuren naar elkaar toe staan.
De V8 benzinemotor was watergekoeld.
Voor voorzieningen van de veiligheid zaten er aan de achterkant van de auto twee opstapjes met leuning voor als de president
werd aangevallen.
Ook zaten er twee vlaggen op de auto: De presidentiële vlag en de vlag van de V.S. met 50 sterren.